# Catherine Barma
Pour les articles homonymes, voir Barma.
Catherine Simone Barma, née le 26 octobre 1945 à Nice, est une productrice française d'émissions de télévision.

## Biographie

### Carrière
Catherine Barma est la fille du réalisateur Claude Barma et la petite-fille d'Alfred Barma, directeur de casino. Elle débute à la télévision comme scripte, puis devient productrice artistique. On la retrouve notamment aux génériques de nombreuses fictions puis en 1982 de Serge Gainsbourg : enquête sur une vie d'artiste (réal. : Pierre Desfons) et de Jacques Dutronc, la nuit d'un rêveur (idem).
En 1999, elle crée la société Tout sur l'écran.
En tant que productrice, elle fait entrer Éric Zemmour et Éric Naulleau dans l'émission On n'est pas couché animée par Laurent Ruquier en 2007.
De 2011 à 2014, elle est coproductrice et elle connue pour avoir été le membre du jury de l'émission télévisée On n'demande qu'à en rire.
La plupart des émissions produites par Tout sur l'écran sont réalisées par Serge Khalfon.

### Vie privée
Catherine Barma est mariée avec le réalisateur  et scénariste Philippe Lefebvre.

## Liste des anciennes émissions produites
- 1985 : Scoop à la Une (TF1), avec Thierry Ardisson qui fait ainsi ses débuts d'animateur.
- 1986-1987 : À la Folie, Pas du Tout (première saison) (TF1) avec Patrick Poivre d'Arvor. À la demande de Marie-France Brière, elle quitte TF1, désormais privatisée, pour arriver avec Patrick Sébastien, Childéric Muller, Patrick Sabatier et quelques autres sur une chaîne privée aujourd'hui disparue : La Cinq.
- septembre 1987-juin 1988 : Bains de Minuit (La Cinq), tournée au club les Bains Douches (présentée par Thierry Ardisson).
- septembre 1987-juin 1988 : Face à France, avec Guillaume Durand, une émission où un échantillon de vingt Français vote sur un thème de société issu de l'actualité et Au cœur de l'Affaire…).
- septembre 1988-juin 1990 : Lunettes noires pour nuits blanches (Antenne 2).
- 27 septembre 1988[5]-novembre 1989 : Stars à la barre (réal. : Jean-Paul Jaud) (Antenne 2) animée par Roger Zabel puis par Daniel Bilalian.
- mars 1991 : Gainsbourg, Génération Gainsbarre, à la mort de Serge Gainsbourg, elle produit pour FR3 une émission spéciale, présentée par Caroline Tresca.
- septembre 1991-janvier 1992 : Les absents ont toujours tort, (Antenne 2) avec Guillaume Durand (réal. : Philippe Lallemant). Elle rencontre Laurent Ruquier lors de cette émission.
- 1992-1998 : passage à TF1 de nouveau, sous la direction de Pascale Breugnot, pour produire une émission animée par Fabrice.
- 1998-2006 : Tout le monde en parle (France 2) où elle retrouve Thierry Ardisson.
- 1999 : Les Cinglés de la télé (France 2) avec Gérard Holtz.
- septembre 2000-juin 2007 : On a tout essayé (France 2) avec Laurent Ruquier.
- septembre 2007-juin 2008 : On n'a pas tout dit (France 2) avec Laurent Ruquier.
- mai 2005-mai 2011 : Café Picouly (France 5), avec Daniel Picouly.
- septembre 2008-juin 2010 : Panique dans l'oreillette (France 2) avec Frédéric Lopez
- septembre 2008-juin 2011 : Café Littéraire (France 2) avec Daniel Picouly.
- octobre 2009-décembre 2012 : La nuit nous appartient (Comédie ! et NRJ 12) avec Mustapha El Atrassi.
- décembre 2009-mai 2011 : On a tout révisé (France 2) avec Laurent Ruquier.
- octobre 2012-janvier 2013 : ONDAR Show (France 2) avec onze des humoristes d'On n'demande qu'à en rire.
- janvier 2014-mars 2014 : L'Émission pour tous (France 2), avec Laurent Ruquier du lundi au vendredi de 18 h 30 à 20 heures.
- septembre 2010 : On n'demande qu'à en rire (France 2) avec Laurent Ruquier (2010-2012), puis Jérémy Michalak (2012-2013) et Bruno Guillon (2014). Elle est membre du jury du 24 janvier 2011 au 29 juin 2013 ; ainsi que du 16 juin au 3 juillet 2014.
- octobre 2018-juin 2019 : Chez Moix (Paris Première) avec Yann Moix ; la seconde saison est annulée après la controverse sur les publications antisémites de Yann Moix en septembre 2019[6].
- septembre 2006-juillet 2020 : On n'est pas couché (France 2) présenté par Laurent Ruquier avec Christine Angot (2017-2019) et Charles Consigny (2018-2019) le samedi à 23 heures.
- Depuis février 2021 : Cuisine ouverte (France 3) présenté par Mory Sacko.